# Байко Бърнев
Байко Бърнев Байков е български ветеринарен лекар, един от основоположниците на ветеринарномедицинската професия в България.

## Биография
Роден в на 16 август 1865  г. в град Осман пазар (от 1934 г. – Омуртаг). Първоначално учи в родния си град. Завършва Априловската гимназия в Габрово (1887). Доброволец в Ученическия легион по време на Сръбско-българската война (1885) . Следва ветеринарна медицина в Лион (Франция) като държавен стипендиант от втория випуск ветеринарни лекари, следвали в чужбина. Завършва през 1892 г.
Д-р Байко Бърнев се завръща в България и получава право на „свободна практика по ветеринарство“ от Гражданската санитарна дирекция  при Министерството на вътрешните дела (1892). Назначен е за временно завеждащ погранична ветеринарна служба в митницата при с. Чифуткьой (дн. Йовково) на българо-румънската граница. Той е първият титулярен пограничен ветеринарен лекар във Варненски окръг. Преназначен е в Свищов на длъжност окръжен ветеринарен лекар. Отбива редовната си военна служба в Шумен (1893 – 1894). След това става пограничен ветеринарен  лекар във Варна.
През 1895 г. във „Варненски общински вестник“ д-р Бърнев за пръв път в България регистрира  болестта червенка по свинете при преглед на месо от Варненската скотобойна. Преназначен e на длъжност пограничен ветеринарен лекар в Балчик (1896). През 1903 г. е изпратен на занятия по бактериология за повишаване на квалификацията си във Ветеринарно санитарна станция – София.
Д-р Бърнев работи като окръжен ветеринарен лекар в Бургас (1905-1908).   Премества се в Шумен (1908-1911), където градското общинско управление му дава възнаграждение от 100 лв. месечно и право да използва градския файтон за отиване и връщане до градската скотобойна. 
С височайша заповед № 1 от 1 януари 1912 г., подписана от  министъра на войната генерал-майор Никифор Никифоров, д-р Бърнев е назначен за ветеринарен лекар с чин подпоручик в Ремонтното конско депо „Кабиюк“ край Шумен.
През Първата световна война служи във Втори гаубичен полк като полкови ветеринарен лекар. По-късно е командирован в Моравската област в Сърбия. Демобилизира се с чин майор.
След края на войната д-р Бърнев е назначен за първостепенен околийски ветеринарен лекар в Нови пазар (1921 – 1925). Там поставя началото на организираната ветеринарна дейност и се бори с  редица остри заразни болести като шап, класическа чума по свинете и др. Известно време работи и в родния си Омуртаг. Наред с ветеринарната си практика лекува и кожни болести при хората.
Д-р Байко Бърнев умира в Омуртаг на 4 юли 1957 г. на 91-годишна възраст.
Негови писма, фотографии и картини се съхраняват във фонда на Историческия музей - Омуртаг, а  дипломата му за висше ветеринарно-медицинско образование, подписана от министъра на земеделието на република Франция,  заповеди и служебна кореспонденция – в Националния земеделски музей.

## Награди
Носител е на ордени „За заслуга“ и „За гражданска заслуга“ V степен, възпоменателен медал „25 години от Априлското въстание“, възпоменателен кръст „За независимостта на България – 1908“, медали за участието му в Балканската война и Първата световна война.

## Родословие
Майка му Мария била родена в Сливен. Баща му Бърни Байков бил земеделец и търговец.  Известен с прякора „Бърни скръндзата“, той забранил на сина си да учи право и да стане адвокат, защото „Хайдутин вкъщи не искам!“. След дълги увещания разрешил на Байко да следва ветеринарна медицина, и то защото му казал, че обучението е само четири години, а не пет, както е било в действителност. Когато обаче изтекли четирите години, а студентът не се завърнал, баща му спрял да изпраща пари. Йорданка, омъжената сестра на Байко Бърнев, продала накитите си и изпратила парите на брат си във Франция, за да може да завърши висшето си образование.
Д-р Байко Бърнев и съпругата му Димитрина имат син, учителя Бърни Бърнев и дъщеря – Маргарита Байкова (1922-2020), която се омъжва за Никола Байков и завършва философия в Софийския университет.